# Snickers
Snickers er et chokolademærke, produceret af Mars Incorporated. Den originale Snickers er den mest solgte chokoladebar i verden.
Den originale Snickers blev introduceret i 1929 af Frank og Ethel Mars, og blev angiveligt opkaldt efter familiens favorithest. Snickers var specielt populær blandt biograferne i 1970'erne og tidligt i 1980'erne. Snickers er fortsat populær i biografsalene, men sælges også i dagligvareforretninger, kiosker og på tankstationer rundt om i verden.
I Storbritannien og i Irland blev Snickers oprindeligt lanceret under mærkenavnet Marathon, men navnet blev ændret til Snickers i 1990. Mars Inc. brugte en offensiv markedsføring, hvor irriterede udlændinge forsøgte at bestille en "Snickers" i butikken, mens den forvirrede ekspedient ikke forstod, hvad de var ude efter. 18 måneder efter dette blev begge navne trykt på etiketterne. Det førte til en vis latterliggørelse, siden det ukendte navn "Snickers" for briterne var meningsløst og hænges ud som det engelske ord for underbukser, knickers. I 2004 blev energichokoladebaren Snickers Marathon lanceret, noget som igen førte til forvirring.

## Eksternt link
- Snickers' hjemmeside

- Wikimedia Commons har flere filer relateret til Snickers